# Polystichum hainanicola
Polystichum hainanicola är en träjonväxtart som beskrevs av Li Bing Zhang, Liang Zhang och X.F.Gao. Polystichum hainanicola ingår i släktet Polystichum och familjen Dryopteridaceae. Inga underarter finns listade.